# Väntevärde

När antalet försök växer konvergerar medelvärdet mot väntevärdet. Röd kurva: medelvärdet som funktion av antalet tärningskast. Streckad linje: väntevärdet 3,5

Väntevärde är inom matematisk statistik en egenskap hos en stokastisk variabel X och dess sannolikhetsfördelning. Det kan tolkas som medelvärdet för ett försöks utfall om försöket utförs ett oändligt antal gånger.
En approximation av väntevärdet kan fås genom någon form av punktskattning, till exempel stickprovsmedelvärdet av ett antal stickprov. 
Slumpen medför att stickprovsmedelvärdet troligen inte överensstämmer med den studerade processens väntevärde. Väntevärdesriktigheten hos punktskattningen ger emellertid att medelvärdet av ett antal stickprovsmedelvärden närmar sig väntevärdet med ökande antal stickprov.
Väntevärdet är ett exempel på ett lägesmått för en sannolikhetsfördelning.

## Definition
Väntevärdet μ för en diskret stokastisk variabel X definieras som 
{\displaystyle \mu =E(X)=\sum _{x}^{}{x\,P(x)}}
där P(x) är sannolikheten för utfallet x för den stokastiska variabeln X och summeringen görs över alla x i utfallsrummet. Observera att väntevärdet inte behöver existera i utfallsrummet. Väntevärdet vid ett tärningskast är till exempel 
{\displaystyle \operatorname {E} [X]=1\cdot {\frac {1}{6}}+2\cdot {\frac {1}{6}}+3\cdot {\frac {1}{6}}+4\cdot {\frac {1}{6}}+5\cdot {\frac {1}{6}}+6\cdot {\frac {1}{6}}=3,5}
men det är inte möjligt att slå 3,5 med en tärning.
För en kontinuerlig stokastisk variabel X, definieras väntevärdet som
{\displaystyle \mu =E(X)=\int _{-\infty }^{\infty }xf(x)\,dx}
där {\displaystyle f(x)} är fördelningens täthetsfunktion (frekvensfunktion). Detta är samma värde som x-koordinaten för tyngdpunkten av arean under täthetsfunktionen {\displaystyle f(x)}.

## Egenskaper

### Linjäritet
Operatorn E är en linjär operator.
Om Y är en linjärkombination av stokastiska variabler
{\displaystyle Y=\sum _{i=1}^{n}a_{i}X_{i}+b}
kan väntevärdet av Y beräknas enligt
{\displaystyle \operatorname {E} (Y)=\sum _{i=1}^{n}a_{i}\operatorname {E} (X_{i})+b}

### Icke-multiplikativitet
Generellt gäller inte att {\displaystyle \operatorname {E} (XY)} är ekvivalent med {\displaystyle \operatorname {E} (X)\operatorname {E} (Y)}. Dock gäller att
{\displaystyle \operatorname {E} (XY)=\int _{-\infty }^{\infty }\int _{-\infty }^{\infty }xy\operatorname {p_{XY}} (x,y)\,dx\,dy}
Om {\displaystyle X} och {\displaystyle Y} är oberoende, så gäller
{\displaystyle \operatorname {E} (XY)=\operatorname {E} (X)\operatorname {E} (Y)}
Det omvända gäller inte (dvs att likheten är uppfylld innebär inte att variablerna måste vara oberoende).

### Betingat väntevärde
Det betingade väntevärdet kan definieras som
{\displaystyle \operatorname {E} (X|Y)(y)=\operatorname {E} (X|Y=y)=\sum \limits _{x}x\cdot \operatorname {P} (X=x|Y=y)}